# Gimcheon
Gimcheon (kor. 김천시, zu deutsch ‚Goldener Frühling‘) ist eine Stadt in der südkoreanischen Provinz Gyeongsangbuk-do. Sie liegt mit ihren 143.620 Einwohnern (Stand: 2019) nordwestlich von Daegu nahe der Provinzgrenze zu Chungcheongbuk.

## Verkehr
Im Nordosten der Stadt kreuzen sich die Schnellstraßen Expressway 1 und Expressway 45.

## Sehenswürdigkeiten

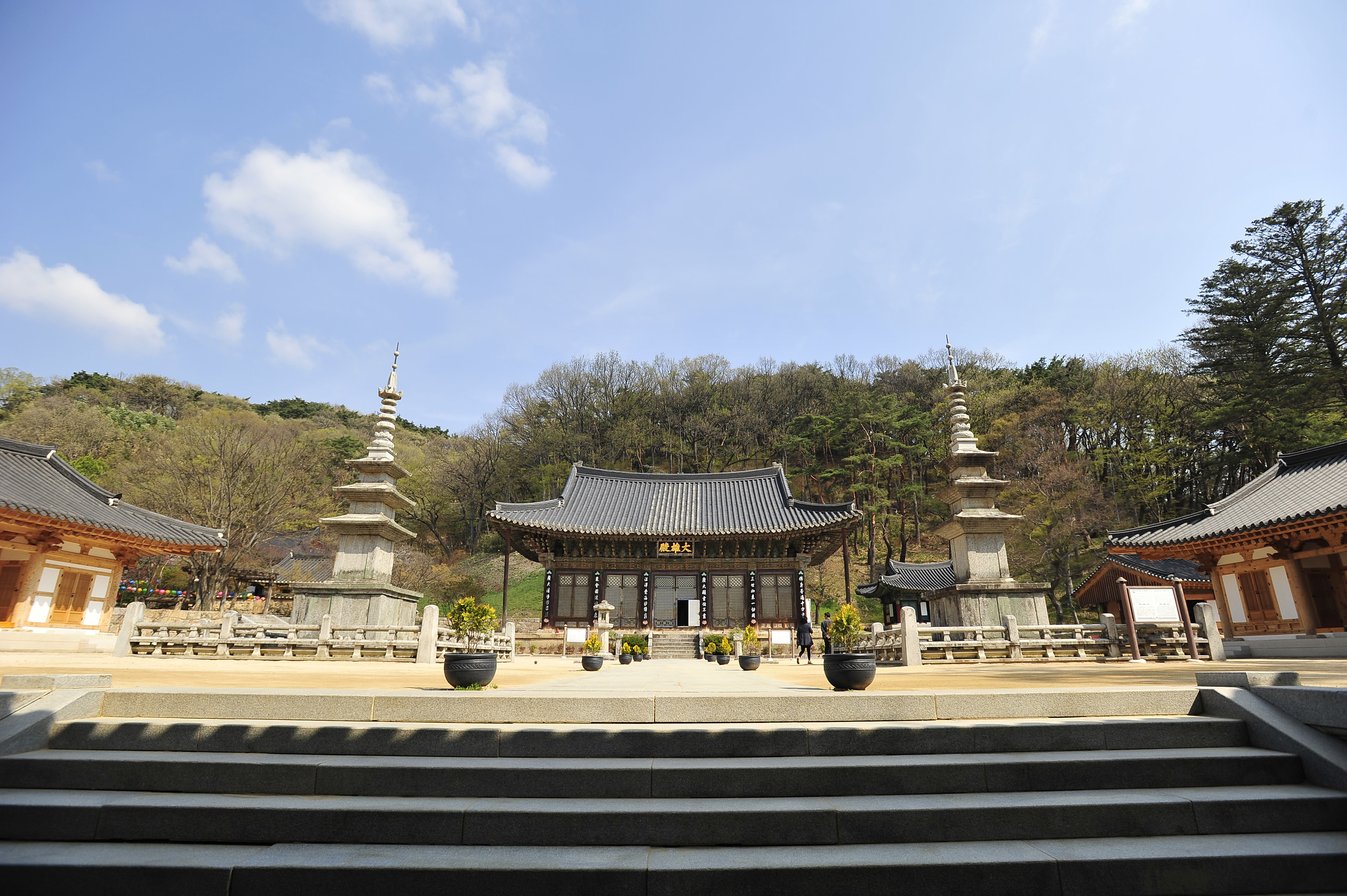
Jikjisa-Tempel

Ein im Jikjisa-Tempel befindliches sechseckiges goldbronzenes Kästchen zählt zu den Nationalschätzen Südkoreas.

## Sport
Seit 2014 findet jährlich die ATP Challenger Gimcheon im Rahmen der ATP Challenger Tour statt. In der Gimcheon-Arena spielt das Damen-Meisterteam von 2018 der V-League, die Gyeongbuk Gimcheon Hi-pass. 2014 war Gimcheon Veranstaltungsort der Badminton-Asienmeisterschaft.

## Städtepartnerschaften
Die chinesische Stadt Chengdu unterhält eine Städtepartnerschaft mit Gimcheon seit 2000.

## Söhne und Töchter der Stadt
- Lee Chul-seung (* 1972), Tischtennisspieler
- Kim Jae-bum (* 1985), Judoka
- Kim Yeon-su (* 1970), Schriftsteller
- Song Yun-ah (* 1973), Schauspielerin